# Arianna Fidanza
Arianna Fidanza (Bergamo, 6 januari 1995) is een Italiaans weg- en baanwielrenster en rijdt per 2025 bij Laboral Kutxa-Fundación Euskadi. 

## Carrière
Ze reed achtereenvolgend voor de wielerploegen Estado de México-Faren, Alé Cipollini, Astana, Eurotarget-Bianchi-Vittoria, de Belgische ploeg Lotto Soudal Ladies en het Australische Team BikeExchange. Vanaf 2023 kwam ze uit voor het Duitse CERATIZIT-WNT Pro Cycling, samen met haar zus Martina.

## Privé
Ze is de dochter van voormalig wielerprof Giovanni Fidanza en de oudere zus van Martina Fidanza.

## Palmares

### Baanwielrennen
| Jaar       | IK                                                           | EK                   | WK         | Overig     |
| Als junior | Als junior                                                   | Als junior           | Als junior | Als junior |
| ---------- | ------------------------------------------------------------ | -------------------- | ---------- | ---------- |
| 2012       | ploegenachtervolging ploegkoers · ploegsprint                | ploegenachtervolging |            |            |
| 2013       | omnium ploegenachtervolging ploegkoers scratch · ploegsprint | ploegenachtervolging | scratch    |            |
| Als elite  |                                                              |                      |            |            |
| 2014       | ploegenachtervolging                                         |                      |            |            |

### Wegwielrennen

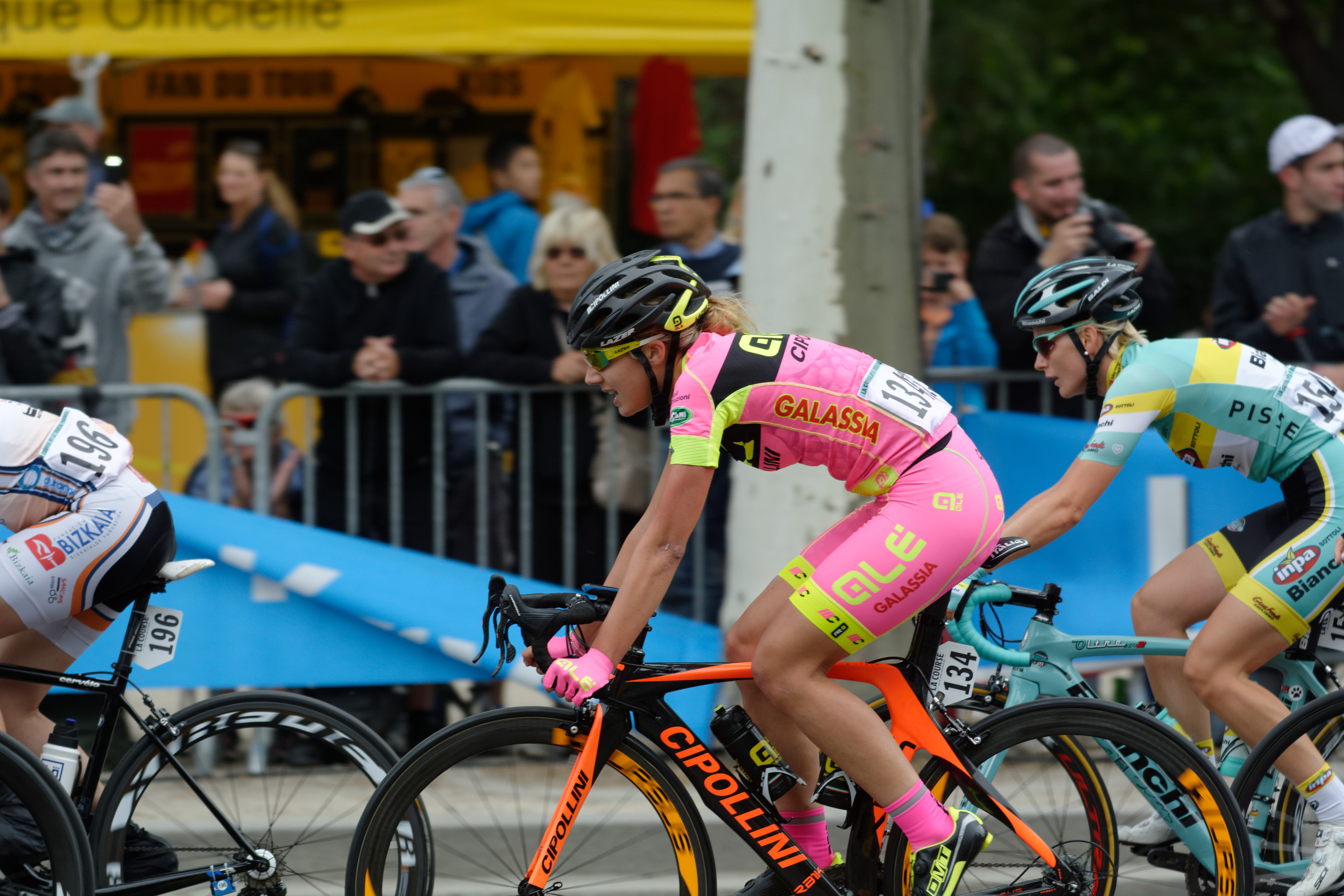
Fidanza tijdens La Course 2015 in Parijs.

2015 - 1 zege
Trofeo Oro in Euro
2016 - 1 zege
1e etappe Tour of Zhoushan Island
2019 - 1 zege
Ronde van Taiyuan vrouwen wegwedstrijd
2023 - 1 zege
Women Cycling Pro Costa De Almería

#### Resultaten in voornaamste wedstrijden
| Jaar | Ronde van Italië | Ronde van Frankrijk | Ronde van Spanje |
| ---- | ---------------- | ------------------- | ---------------- |
| 2014 |                  |                     |                  |
| 2015 |                  |                     |                  |
| 2016 |                  |                     |                  |
| 2017 |                  |                     |                  |
| 2018 |                  |                     |                  |
| 2019 |                  |                     |                  |
| 2020 |                  |                     |                  |
| 2021 |                  |                     |                  |
| 2022 |                  |                     |                  |
| 2023 |                  |                     |                  |
| 2024 |                  |                     |                  |
| 2025 | 57e              |                     |                  |

| Jaar | Milaan-San Remo | Gent-Wevelgem | Ronde van Vlaanderen | Amstel Gold Race | Luik-Bast.‑Luik | Trofeo Alfredo Binda | Strade Bianche |
| ---- | --------------- | ------------- | -------------------- | ---------------- | --------------- | -------------------- | -------------- |
| 2014 |                 |               | opgave               |                  |                 |                      |                |
| 2015 |                 |               |                      |                  |                 |                      | 40e            |
| 2016 |                 |               |                      |                  |                 | opgave               |                |
| 2017 |                 | 53e           | opgave               | 21e              |                 | 56e                  | 63e            |
| 2018 |                 |               |                      |                  |                 |                      |                |
| 2019 |                 |               |                      |                  |                 | opgave               |                |
| 2020 |                 | 59e           | 26e                  |                  | opgave          |                      | buit.tijd      |
| 2021 |                 | 56e           | 110e                 |                  |                 |                      |                |
| 2022 |                 | 12e           | 83e                  | 68e              |                 | 28e                  | 36e            |
| 2023 |                 | 34e           | 65e                  |                  |                 | opgave               | buit.tijd      |
| 2024 |                 | 22e           | 68e                  |                  |                 |                      |                |
| 2025 | 43e             |               |                      |                  |                 |                      | opgave         |

## Ploegen
- 2014 –  Estado de México-Faren
- 2015 –  Alé Cipollini
- 2016 –  Astana Women's Team
- 2017 –  Astana Women's Team
- 2018 –  Eurotarget-Bianchi-Vittoria
- 2019 –  Eurotarget-Bianchi-Vittoria
- 2020 –  Lotto Soudal Ladies
- 2021 –  Team BikeExchange
- 2022 –  Team BikeExchange Jayco
- 2023 –  CERATIZIT-WNT Pro Cycling
- 2024 –  CERATIZIT-WNT Pro Cycling
- 2025 –  Laboral Kutxa-Fundación Euskadi

Algisi · Bartelloni · Berlato · Cauz · Confalonieri · Cucinotta · Faure · Fernandes · Fidanza · Frapporti · Jasińska · Muccioli · Olds · Oliveira · Rossato · Tagliaferro
Beekhuis · Braam · Castrique · Christmas · Dom · Fidanza · Kopecky · Meertens · Nguyễn · Parkinson · Siggaard · Van de Velde · Vandenbulcke
Allen · Brown · Campbell · Ensing · Fidanza · Kennedy · Roberts · Roy · Santesteban · Spratt · Tenniglo · Williams · Žigart
Allen · Baker · Campbell · Faulkner · Fidanza · Kessler · Manly · Roseman-Gannon · Santesteban · Spratt · Tan · Williams · Žigart
Alonso · Archibald · Arzuffi · Asencio · Berton · Brauße · Eberle · A. Fidanza · M. Fidanza · Gill · Kerbaol · Lach · Nilsson · Schweinberger · Teutenberg · De Zoete
Alonso · Archibald · Arzuffi · Asencio · Berton · Brauße · Eberle · A. Fidanza · M. Fidanza · Jaskulska · Kerbaol · Lach · Schweinberger · Teutenberg · De Zoete